# Эвристическое обучение
Эвристи́ческое обуче́ние — обучение, ставящее целью конструирование учеником собственного смысла, целей и содержания образования, а также процесса его организации, диагностики и осознания.
Эвристическое обучение для ученика — непрерывное открытие нового (эвристика — от др.-греч. εὑρίσκω — «отыскиваю», «нахожу», «открываю»).

## Трактовки
Под эвристическим обучением понимают:
- форму обучения, например, эвристическую беседу;
- метод обучения, например, метод мозгового штурма;
- технологию творческого развития учащихся.

## История вопроса
Прообразом эвристического обучения является метод Сократа, который вместе с собеседником путём особых вопросов и рассуждений приходил к рождению знаний.
Извлечение скрытых в человеке знаний может быть не только методом, но и методологией всего образования. В этом случае ученику предлагается выстраивать траекторию своего образования в каждом из изучаемых предметов, создавая не только знания, но и личностные цели занятий, программы своего обучения, способы освоения изучаемых тем, формы представления и оценки образовательных результатов. Личностный опыт ученика становится компонентом его образования, а содержание образования создается в процессе его деятельности.
В педагогике эвристическое обучение исследовали П. Ф. Каптерев, В. И. Андреев, А. В. Хуторской, а старейшим примером применения эвристических приёмов в российской педагогике является методика «Живое слово», сформированная во второй половине XIX века в журнале А. А. Хованского «Филологические записки».
В психологии эвристическим методам обучения уделяли внимание В. Н. Пушкин, А. Н. Лук, Г. Я. Буш.

## Публикации
- Андреев В. И. Эвристика для творческого саморазвития. — Казань, 1994. — 237 с.
- Андрианова Г. А., Хуторской А. В., Кулешова Г. М. Дистанционные эвристические олимпиады в начальном, основном и профильном обучении // Смыслы и цели образования: инновационный аспект. Сб. науч. трудов / Под ред. А. В. Хуторского. — М.: Научно-внедренческое предприятие «ИНЭК», 2007. — С.250-261.
- Буш Г. Я. Основы эвристики для изобретателей. Чч. I—II. — Рига: «Знание», 1977. — 95 с.
- Вишнякова Н. Ф. Креативная психопедагогика. Психология творческого обучения. Ч. 1. — Минск, 1995. — 240 с.
- Король А. Д. Диалоговый подход к организации эвристического обучения // Педагогика. — 2007. — № 9. — С.18-25.
- Латыпов Н. Н., Ёлкин С. В., Гаврилов Д. А. Инженерная эвристика / под.ред. А. А. Вассермана. — М.: Астрель, 2012. — 320 с.
- Латыпов Н. Н., Ёлкин С. В., Гаврилов Д. А. Самоучитель игры на извилинах/ под.ред. А. А. Вассермана. — М.: АСТ, 2012. — 320 с.
- Радлов Э. л.,. Эвристический метод // Энциклопедический словарь Брокгауза и Ефрона : в 86 т. (82 т. и 4 доп.). — СПб., 1890—1907.
- Хуторской А. В. Эвристическое обучение: теория, методология, практика. Научное издание. — М.: Международная педагогическая академия, 1998. — 266 с.
- Хуторской А. В. Эвристическое обучение // Педагогика. Основы общей педагогики. Дидактика / Учебное пособие. И. И. Прокопьев, Н. В. Михалкович. — Мн.: ТетраСистемс, 2002. — С. 450—468.
- Хуторской А. В. Эвристический тип образования: результаты научно-практического исследования // Педагогика. — 1999. — № 7. — С. 15-22.
- Хуторской А. В. Выход из капкана: эвристическое обучение как реальность // Народное образование. — 1999. — № 9. — С. 120—126.
- Хуторской А. В. Мироведение: Эвристическое пособие для учеников 5-9 классов. — Ногинск, 1995. — 94 с.
- Хуторской А. В. Школа эвристической ориентации // Школьные технологии. — 1999. — № 4. — С. 292—302.
- Хуторской А. В. Эвристический потенциал дистанционного обучения // Школьные технологии. — 1999. — № 5. — С. 236—247.
- Хуторской А. В. Дидактические основы эвристического обучения [Текст] : автореф. дис. … д-ра пед. наук : 13.00.01 / А. В. Хуторской; Моск. пед. ун-т. — М., 1998. — 37 с.